# Gongylosoma nicobariensis
Gongylosoma nicobariensis är en ormart som beskrevs av Stoliczka 1870. Gongylosoma nicobariensis ingår i släktet Gongylosoma och familjen snokar. Inga underarter finns listade i Catalogue of Life.
Denna orm förekommer endemisk på Nikobarerna i Sydostasien. Det saknas informationer om honor lägger ägg eller om de föder levande ungar.